# Waldstatt
Waldstatt és un municipi del cantó d'Appenzell Ausser-Rhoden (Suïssa).

## Enllaços externs

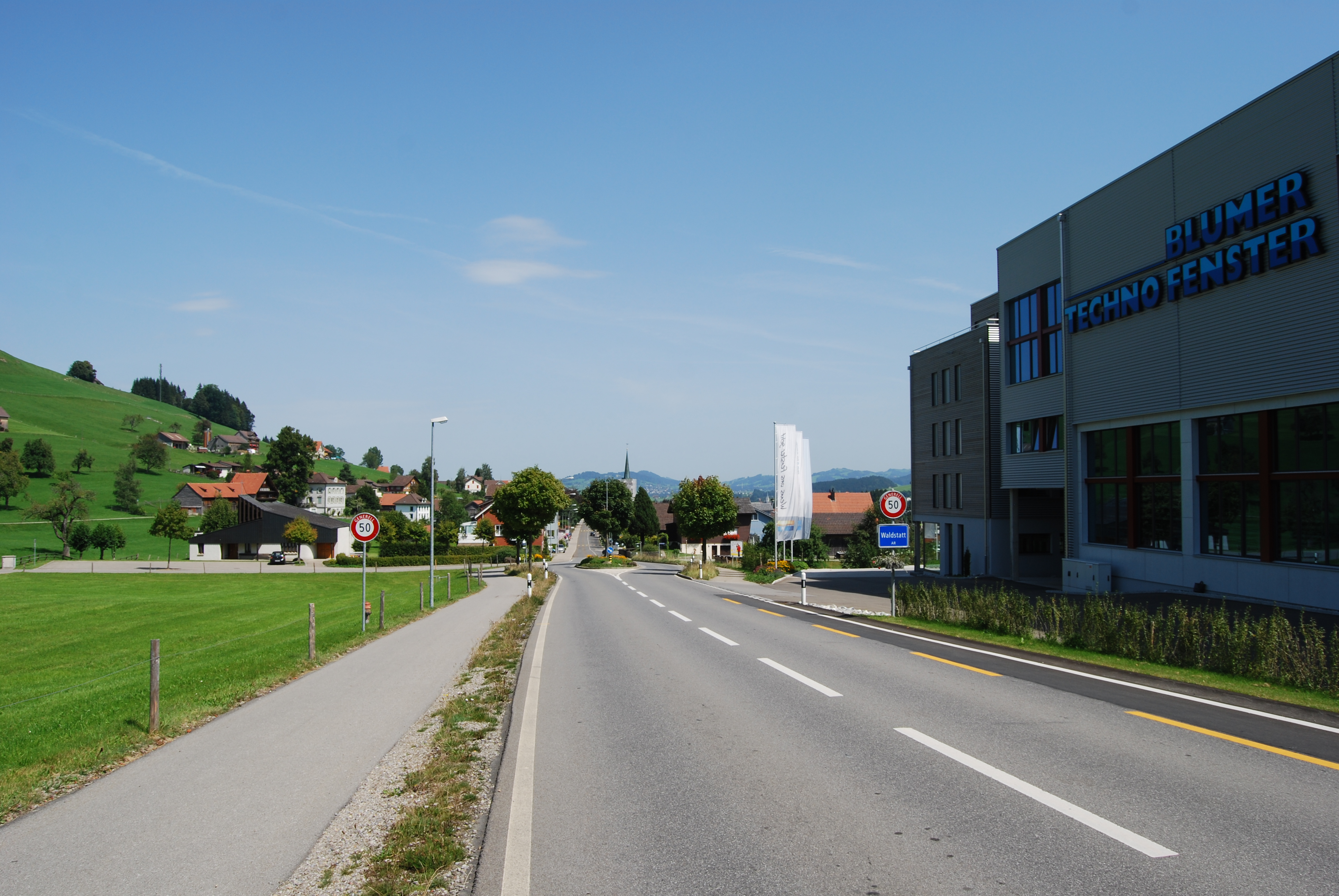
Waldstatt